# دیوید گیسی
دیوید گیسی (به انگلیسی: David Gyasi) (زاده ۲ ژانویهٔ ۱۹۸۰) بازیگر انگلیسی است.
از فیلم‌های معروف او می‌توان به بازی در فیلم اطلس ابر، شلیک به سگ‌ها اشاره کرد.